# علي جباري
علي جباري ((بالفارسية: علی جباری)؛ مواليد 20 يوليو 1946) هو لاعب كرة قدم إيراني سابق شارك في دورة الألعاب الأولمبية الصيفية 1972. في 13 مايو 1972 خلال مباراة بمرحلة المجموعات من كأس آسيا 1972، كانت إيران تتأخر 0–2 أمام تايلاند واستطاع جباري قلب النتيجة بعد أن سجل هاتريك في غضون 8 دقائق.

## روابط خارجية
- علي جباري على موقع الاتحاد الدولي (مؤرشف)  (الإنجليزية)
- علي جباري على موقع ناشيونال فوتبول تيمز (الإنجليزية)
- علي جباري على موقع أوليمبيديا (الإنجليزية)